# Hormon folikulotropowy
Hormon folikulotropowy, folikulotropina, FSH (od ang. follicle-stimulating hormone) – hormon tropowy, o budowie peptydowej, wydzielany przez przedni płat przysadki mózgowej. Działając wspólnie z hormonem luteinizującym, u kobiet pobudza dojrzewanie pęcherzyków jajnikowych i produkcję estrogenów, zaś u mężczyzn kontroluje czynność jąder.

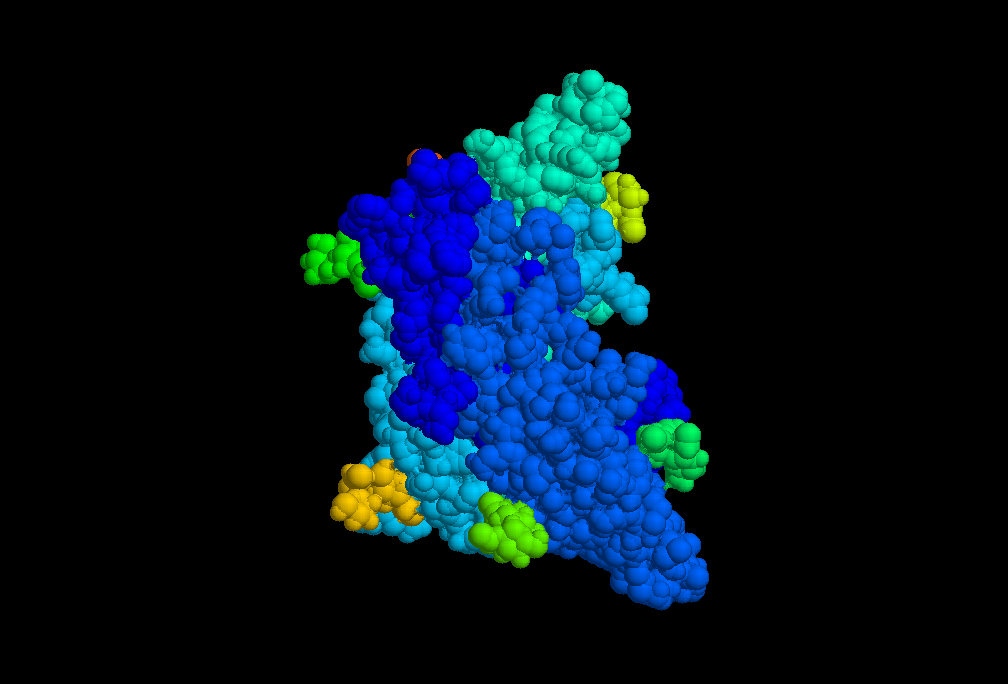
Hormon folikulotropowy

## Budowa
Hormon folikulotropowy jest glikoproteiną składającą się z 207 aminokwasów, ułożonych w dwie podjednostki.

## Wydzielanie
Folikulotropina występuje zarówno u kobiet, jak i u mężczyzn. Jej wydzielanie jest kontrolowane przez podwzgórzowy czynnik uwalniający – folikuloliberynę (FSH-RF) – oraz w mechanizmie sprzężenia zwrotnego przez estradiol. Wydzielanie FSH u kobiet zależne jest od faz cyklu miesiączkowego.
Hormon ten jest wydalany z moczem.

## Rola w organizmie
FSH u kobiet pobudza dojrzewanie pęcherzyków jajnikowych i wydzielanie estrogenów w komórkach ziarnistych pęcherzyków jajnikowych. Zwiększa również aktywność aromatazy (enzymu odpowiedzialnego za przekształcanie androgenów do estrogenów).
U mężczyzn powoduje powiększenie cewek nasiennych, pobudza spermatogenezę (wytwarzanie plemników) oraz zwiększa wytwarzanie białka wiążącego androgeny, niezbędnego do prawidłowego funkcjonowania testosteronu.
W okresie menopauzy z powodu wygasania czynności hormonalnej gonad obserwuje się podwyższony poziom FSH we krwi i tym samym w moczu.

## Zastosowanie w lecznictwie
W celach leczniczych stosuje się hormon folikulotropowy uzyskiwany z moczu kobiet będących w okresie menopauzalnym (urofolitropina) lub syntetyzowany metodami inżynierii genetycznej (folitropina rekombinowana). Podaje się go w celu pobudzenia jajeczkowania w leczeniu niepłodności.
Najnowsze badania wskazują, że receptory folikulotropiny znajdują się na komórkach wielu typów nowotworów. Może to mieć znaczenie w diagnostyce nowotworów oraz pozwolić na tworzenie leków wycelowanych w komórki posiadające receptory FSH.